# Гонка чемпионов 2012
Гонка Чемпионов 2012 года - 25-я международная автогонка, в которой принимают участие выдающиеся гонщики самых престижных серий. Прошла с 14 по 19 декабря в Бангкоке на стадионе «Раджамангала». Соревнования прошли по олимпийской системе в личном зачете и в Кубке Наций.

## Составы команд
| Заявленные команды     | Заявленные команды          | Заявленные команды      |
| Команда                | Пилот                       | Серия                   |
| ---------------------- | --------------------------- | ----------------------- |
| Сборная Франции        | Себастьян Ожье              | Чемпионат мира по ралли |
| Сборная Франции        | Ромен Грожан                | Формула-1               |
| Сборная Германии       | Михаэль Шумахер             | Формула-1               |
| Сборная Германии       | Себастьян Феттель           | Формула-1               |
| Сборная Великобритании | Дэвид Култхард              | DTM                     |
| Сборная Великобритании | Энди Приоль                 | DTM                     |
| Сборная Индии          | Нараин Картикеян            | Формула-1               |
| Сборная Индии          | Карун Чандхок               | FIA WEC                 |
| Сборная Таиланда       | Наттавуде Чароенсукаваттана | SuperCar Thailand       |
| Сборная Таиланда       | Тин Сритрай                 | SuperCar Thailand       |
| Сборная Австралии      | Мик Дуэн                    | -                       |
| Сборная Австралии      | Джейми Уинкап               | V8 Supercars            |
| Команда «всех звезд»   | Том Кристенсен              | FIA WEC                 |
| Команда «всех звезд»   | Хорхе Лоренсо               | MotoGP                  |
| Team Americas          | Райан Хантер-Рей            | IRL IndyCar             |
| Team Americas          | Бенито Гуерра               | Production WRC          |

## Техника
- Audi R8 LMS
- VW Scirocco
- Gallardo Super Trofeo
- Toyota GT86
- ROC car
- KTM X-Bow
- Euro Racecar